# Seth Maury
Seth Maury ist ein US-amerikanischer Filmtechniker für visuelle Effekte.

## Leben und Wirken
Maury studierte Maschinenbau an der Stanford University. Nach seinem Abschluss arbeitete er zunächst für zwei Jahre im Produktdesign, bevor er sich den visuellen Effekten zuwandte. Seine erste Anstellung war als Compositor bei RGA in Los Angeles. In den folgenden Jahren arbeitete Maury für verschiedene Studios wie Warner Digital Studios und Cinesite Hollywood, bevor er bei Sony Pictures Imageworks als Compositor, CG Supervisor und DFX Supervisor arbeitete. In seiner Zeit bei Sony war Maury an verschiedenen Filmen beteiligt, wie Spider-Man 2, Big Fish, Alice im Wunderland, Monster House, Hollow Man und Stuart Little. Nach elf Jahren bei Sony wechselte er als VFX Supervisor zu MPC nach Vancouver. Dort arbeitete er unter anderem an Filmen wie Justice League, Suicide Squad oder Maleficent.
Für seine Arbeit an Mulan wurde Maury 2021 gemeinsam mit Sean Andrew Faden, Steve Ingram und Anders Langlands für einen Oscar in der Kategorie Beste visuelle Effekte nominiert.
Maury ist Mitglied der Academy of Motion Pictures Arts and Sciences sowie der Visual Effects Society.

## Filmografie
- 1995: Mortal Kombat
- 1997: Batman & Robin
- 1998: Sphere – Die Macht aus dem All (Sphere)
- 1999: Stuart Little
- 2000: Hollow Man – Unsichtbare Gefahr (Hollow Man)
- 2000: 3 Engel für Charlie (Charlie’s Angels)
- 2001: Harry Potter und der Stein der Weisen (Harry Potter and the Philosopher’s Stone)
- 2002: The Tuxedo – Gefahr im Anzug (The Tuxedo)
- 2003: Big Fish
- 2004: Spider-Man 2
- 2006: Monster House
- 2009: G-Force – Agenten mit Biss (G-Force)
- 2010: Alice im Wunderland (Alice in Wonderland)
- 2011: Sherlock Holmes: Spiel im Schatten (Sherlock Holmes: A Game of Shadows)
- 2014: Maleficent – Die dunkle Fee (Maleficent)
- 2014: Nachts im Museum: Das geheimnisvolle Grabmal (Night at the Museum: Secret of the Tomb)
- 2016: The Finest Hours
- 2016: Suicide Squad
- 2017: Justice League
- 2020: Mulan
- 2022: Hotel Transsilvanien: Eine Monster Verwandlung (Hotel Transylvania: Transformania)